# Szomália (szövetségi állam)
Szomália egyike Etiópia 9 szövetségi tartományának, a szomáli népesség lakóhelye. Fővárosa Jijiga. Nem keverendő össze Szomáliával, mely egy független északkelet-afrikai ország. Ennek érdekében elterjedt a Nyugat-Szomália illetve az Ogaden (a korábbi tartomány neve) elnevezés is, de a szövetségi állam hivatalos etióp elnevezése Szomália.

## Fekvése
Etiópia keleti területeit foglalja magában, nyugaton Oromia szövetségi állammal, északnyugaton Afar szövetségi állammal határos, míg északon Dzsibuti, keleten Szomália délnyugaton pedig Kenya határolja.

## Története
1995-ben hozták létre a korábbi Ogaden tartományból és Hararghe tartomány nagy részéből.
E területért zajlott 1977-78-ban Etiópia és Szomália között az ogadeni háború.
A térségben a mai napig fegyveres konfliktusok robbannak ki az etióp kormány és különféle szomáliai lázadó szervezetek között, amelyek vagy a Szomáliával való egyesülést, vagy az Etiópiától való függetlenséget akarják elérni.

## Népessége
Szomália szövetségi állam népessége a 2007-es népszámlálási adatok alapján 4 439 147 fő, ebből 2 468 784 férfi (55,6%) és 1 970 363 nő (44,4%). 
Az 1994-es népszámlálás idején 3 439 860 fő élt itt, tehát 13 év alatt évi átlagban 2%-kal növekedett a népesség. 
A lakosság 14%-a, 621 210 fő városlakó, ami kevéssel elmarad az országos átlagtól, a népsűrűség viszont (15,9 fő/km²) meg sem közelíti azt.
Szomália Etiópia leghomogénebb nemzetiségű szövetségi állama: a legnagyobb etnikai csoport a névadó szomáliaké (97,2%), rajtuk kívül egyetlen nemzetiség aránya sem éri el az 1%-ot. 
A vallási megoszlás hasonló képet mutat: a lakosság 98,4%-a az iszlám híve.

## Közigazgatás
Szomália szövetségi állam 9 zónából áll, ezek további 53 körzetet alkotnak.
- Afder (9)
- Degehabur (5)
- Fik (8)
- Gode (7)
- Jijiga (6)
- Korahe (4)
- Liben (4)
- Shinile (6)
- Werder (4)

## Fordítás
Ez a szócikk részben vagy egészben  a   Somali Region című angol Wikipédia-szócikk ezen változatának fordításán alapul.  Az eredeti cikk szerkesztőit annak laptörténete sorolja fel. Ez a jelzés csupán a megfogalmazás eredetét és a szerzői jogokat jelzi, nem szolgál a cikkben szereplő információk forrásmegjelöléseként.